# Pleurogonium laciniosum
Pleurogonium laciniosum är en kräftdjursart som beskrevs av Oleg Grigor'evich Kussakin1962. Pleurogonium laciniosum ingår i släktet Pleurogonium och familjen Paramunnidae. Inga underarter finns listade i Catalogue of Life.